# Liste der Monuments historiques in Gundolsheim
Die Liste der Monuments historiques in Gundolsheim führt die Monuments historiques in der französischen Gemeinde Gundolsheim auf.

## Liste der Bauwerke
| Bezeichnung      | Beschreibung                                                    | Standort                 | Kennzeichnung | Schutzstatus | Datum | Bild           |
| ---------------- | --------------------------------------------------------------- | ------------------------ | ------------- | ------------ | ----- | -------------- |
| Kirche St-Agathe | Glockenturm, 11. oder 12. Jahrhundert; Schiff und Chor von 1834 | Place de l’Église (Lage) | PA00085452    | Classé       | 1841  | weitere Bilder |